# Brennfugen
Brennfugen ist ein Sonderverfahren des Brennschneidens und daher ein thermisches Trennverfahren. Das Ziel ist eine Formänderung eines festen Körpers durch Aufheben des örtlichen Zusammenhalts. Dabei wird ein Brennschneider mit einer speziellen Düse verwendet, welche ca. 30° zur Werkstückoberfläche geneigt ist. Der zu trennende Werkstoff wird auf Entzündungstemperatur erwärmt und verbrannt. Der größte Teil wird in Arbeitsrichtung ausgeblasen. Dabei entsteht bei bewegter Energiequelle eine Fuge. Zusätzlich entstehen formlose Nebenprodukte wie Staub, Schmelze und Dämpfe.
Geeignetes Material sind un- oder niedrig legierte Stähle, aber im Wesentlichen ist es vom Kohlenstoffgehalt abhängig. Bis 0,25 % Kohlenstoffgehalt ist ein Brennfugen ohne Vorwärmen möglich, bis 1,6 % Kohlenstoffgehalt muss der Werkstoff vorgewärmt werden. Chrom, Nickel und Molybdän wirken sich negativ aus, während Mangan einen günstigen Einfluss hat. Geeignete Werkstückdicke 0,2–30 mm.
Anwendung findet das Verfahren zur Vor- oder Nachbereitung von Schweißnähten. So werden Wurzeln nachgearbeitet, besondere Nahtformen vorbereitet und Fehlstellen in Schweißnähten bearbeitet. Es werden bei fehlerhaften Schweißnähten Bereiche ausgebrannt und neu verschweißt.